# Somsak Kiatsuranont
Somsak Kiatsuranont (Thai: สมศักดิ์ เกียรติสุรนนท์; * 27. Juni 1954 in Khon Kaen) ist ein thailändischer Politiker. Von 2011 bis 2013 war er Sprecher des Repräsentantenhauses und Präsident der thailändischen Nationalversammlung. Er gehört der Pheu-Thai-Partei an.

## Leben
Somsak Kiatsuranont studierte Ingenieurwissenschaften, er machte einen Bachelorabschluss in Bauingenieurwesen an der Universität Khon Kaen und einen Mastergrad in Wasserressourcen-Ingenieurwesen an der Chulalongkorn-Universität. Als Beruf gibt er Geschäftsmann an.
Somsak war von 1983 bis 1988, von 1992 bis 2006 und erneut von 2007 bis zur Auflösung des Parlaments 2013 (insgesamt 10 Legislaturperioden) Mitglied des thailändischen Repräsentantenhauses, wo er stets einen Wahlkreis der nordostthailändischen Provinz Khon Kaen vertrat. Zunächst war er Mitglied der Sozialen Aktionspartei, 1992 wechselte er zur Partei der Neuen Hoffnung (NAP), 1995 zurück zur SAP. Von 1988 bis 1990 arbeitete er für das Sekretariat des Ministerpräsidenten Chatichai Choonhavan, 1992 war er Berater des Innenministers (Chavalit Yongchaiyudh), 1995 des Landwirtschaftsministers (Montri Pongpanich) und 1996 des Handelsministers. Von 1996 bis 2001 war er stellvertretender Sprecher des Repräsentantenhauses. In dieser Zeit erhielt er den Spitznamen „Herr des Hammers“ (ขุนค้อน, Khun Khon) für seinen beherzten Einsatz des Präsidiumshammers, um Abgeordnete zur Ordnung zu rufen. 2001 schloss er sich der Thai-Rak-Thai-Partei (TRT) von Thaksin Shinawatra an und wurde dessen Berater.
Von dem Ausschluss führender TRT-Funktionäre von politischen Ämtern nach dem Putsch 2006 war er nicht betroffen. Deshalb konnte er Ende 2007 erneut ins Parlament gewählt werden, diesmal als Vertreter der Partei der Volksmacht (PPP), die faktisch eine Ersatzorganisation für die TRT war. Von Januar bis August 2008 war er erneut stellvertretender Sprecher des Repräsentantenhauses. Er gab das Amt auf, um Kulturminister in der Regierung von Samak Sundaravej zu werden. Nach dessen Amtsenthebung im September 2008 wechselte Somsak an die Spitze des Justizministeriums, das er während der zwei Monate amtierenden Regierung Somchai Wongsawats leitete. Dann wurde auch die PPP von Verfassungsgericht aufgelöst und die Regierung verlor ihre Mehrheit. Somsak konnte seinen Parlamentssitz jedoch behalten und trat der Pheu-Thai-Partei (PTP) bei, die wiederum eine Nachfolgeorganisation der PPP war. In dieser Partei fungierte er ab 2010 als stellvertretender Vorsitzender.
Die PTP gewann die Parlamentswahl im Juli 2011 und Somsak wurde vier Wochen später, am 2. August 2011, zum Sprecher des Repräsentantenhauses gewählt. Tags darauf von König Bhumibol Adulyadej bestätigt. Als Sprecher der größeren Parlamentskammer war er nach der damaligen Verfassung ex officio zugleich Präsident der gesamten Nationalversammlung. Somsak Kiatsuranont galt als ein Politiker, der auch für die thailändische Demokratische Partei akzeptabel war. Er hatte sich während der Unruhen in Bangkok 2010 weitgehend zurückgehalten.
Während einer Debatte über ein Amnestiegesetz am 1. Juni 2012 griffen mehrere Abgeordnete der Demokratischen Partei Somsak Kiatsuranont an und prügelten sich mit Angehörigen der Pheu-Thai-Fraktion. Somsak konnte nur mithilfe der Polizei aus dem zu diesem Zeitpunkt von etwa 2.000 Angehörigen der People’s Alliance for Democracy (PAD) belagerten Parlament fliehen.
Im Dezember 2013 löste die Premierministerin Yingluck Shinawatra das Repräsentantenhaus auf und kündigte Neuwahlen an. Zu diesen kam es jedoch nicht; im Mai 2014 putschte das Militär und löste auch den Senat auf.

## Auszeichnungen
- Ehrendoktorwürde der buddhistischen Mahamakut-Universität[1]
- Ritter mit Großkordon (Sonderstufe) des Weißen Elefantenordens (Thai: มหาปรมาภรณ์ช้างเผือก)[1]
- Ritter mit Großkordon (Sonderstufe) des Ordens der Krone von Thailand (Thai: มหาวชิรมงกุฎ)[1]